# Хазіново
Хазі́ново (рос. Хазиново, башк. Хажы) — присілок у складі Ішимбайського району Башкортостану, Росія. Входить до складу Сайрановської сільської ради.
Населення — 62 особи (2010; 74 в 2002).
Національний склад:
- башкири — 99%

## Пам'ятка
Поруч із селом розташовується печара Иласин — пам'ятка природи (1985).